# Marie-Amélie d'Autriche (1701-1756)
Pour les articles homonymes, voir Marie-Amélie d'Autriche.
Marie-Amélie d'Autriche (Maria Amalie Josefa Anna), née le 22 octobre 1701 à Vienne, morte le 11 décembre 1756 à Munich, est impératrice du Saint-Empire, reine de Germanie et de Bohême et électrice de Bavière (Kurfürstin). Archiduchesse d'Autriche par sa naissance, elle est la fille de l'empereur Joseph Ier et de l'impératrice Wilhelmine-Amélie de Brunswick-Lunebourg.
Mariée au futur Charles VII du Saint-Empire, Marie-Amélie en a sept enfants, dont quatre atteignent l'âge adulte. Son fils Maximilien III devient Électeur de Bavière. Sa plus jeune fille, Josépha de Bavière, épouse le fils aîné de Marie-Thérèse d'Autriche, l'empereur Joseph II, mais meurt de la petite vérole sans avoir eu d'enfants. Une autre de ses filles, Marie-Antoinette de Bavière, épouse son cousin Frédéric Christian, qui est Électeur de Saxe depuis moins de trois mois à ce moment, en 1763. Enfin, Marie-Anne de Bavière devient margravine de Bade-Bade.

## Famille

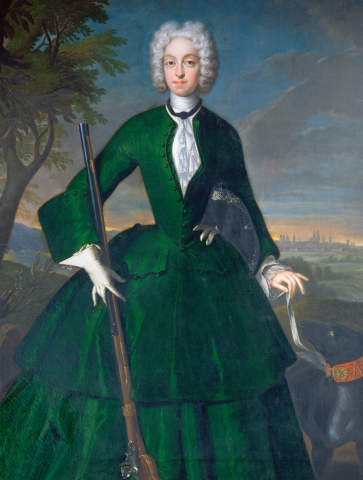
Marie-Amélie d'Autriche en habit de chasse.

Marie-Amélie nait avec le titre d'archiduchesse d'Autriche au palais de Hofburg à Vienne, environ onze semaines après la mort de son frère Léopold Joseph, qui était le seul héritier mâle de l'empereur Joseph Ier. Après elle, sa mère ne peut avoir aucun autre enfant, probablement parce que l'empereur a attrapé la syphilis avec l'une de ses maîtresses et l'a transmise à sa femme, la rendant stérile. Joseph Ier a en effet de nombreuses maîtresses parmi les servantes comme parmi les femmes de la noblesse, et plusieurs enfants illégitimes. La mère de Marie-Amélie, Wilhelmine-Amélie de Brunswick-Lunebourg, est la sœur de la duchesse de Modène, et une femme très pieuse.
Quand Marie-Amélie a onze ans, Joseph Ier meurt de la petite vérole, et son frère Charles VI lui succède sur le trône. Charles ignore un décret signé par leur père Léopold Ier, qui donne à Marie-Amélie et sa sœur aînée Marie-Josèphe la préséance pour la succession en tant que filles du fils aîné de Léopold Ier. À la place, Charles VI promulgue la Pragmatique Sanction en 1713, qui place sa propre fille Marie-Thérèse en première place pour la succession, devant Marie-Josèphe et Marie-Amélie. Les deux archiduchesses ne sont pas autorisées à se marier avant d'avoir renoncé à leurs droits à la succession.

### Mariage
Marie-Amélie d'Autriche est proposée comme épouse pour le prince de Piémont Victor-Amédée, héritier du royaume de Sicile et du duché de Savoie. L'union devait améliorer les relations entre la Savoie et l'Autriche, mais elle est refusée par le duc régnant Victor-Amédée II de Savoie. Le jeune prince Victor-Amédée meurt de la petite vérole en 1715.
Après avoir accepté de reconnaître la Pragmatique Sanction, Marie-Amélie épouse Charles, Électeur de Bavière le 5 octobre 1722 à Munich. L'opéra I Veri Amici (Les Vrais Amis) de Tomaso Albinoni est joué lors du mariage. Ils vivent au palais de Nymphenburg à Munich, et ont sept enfants ; Charles a également six enfants illégitimes. En février 1742, Charles est couronné empereur du Saint-Empire romain germanique et Marie-Amélie devient impératrice.

## Décès
Le mari de Marie-Amélie mourut le 20 janvier 1745 et est inhumé dans l'église des Théatins à Munich. Elle persuade alors son fils Maximilien de faire la paix avec sa cousine Marie-Thérèse d'Autriche. Elle meurt douze ans plus tard au palais de Nymphembourg.
Giacomo Casanova raconte dans le volume cinq de son Histoire de ma vie :
« Le confesseur, qui était un Jésuite, me reçut aussi mal que possible. Il dit en passant que ma réputation était bien connue à Munich. Je lui demandai fermement si c'était en bien ou en mal, et il ne me répondit pas. Il se contenta de partir, et un prêtre me dit qu'il allait vérifier un miracle dont tout Munich parlait : « L'Impératrice, la veuve de Charles VII, dont le corps est toujours exposé au public, a les pieds chauds alors qu'elle est morte. » Il me disait que je pouvais aller vérifier le prodige par moi-même. Très impatient de pouvoir enfin déclarer que j'avais été témoin d'un miracle, et d'un qui était d'un grand intérêt pour moi puisque mes propres pieds étaient toujours glacés, j'allai voir l'illustre cadavre, dont les pieds étaient effectivement chauds, mais c'était à cause d'un poêle chaud placé tout près de Sa défunte Majesté Impériale. »

## Honneurs
- 14 septembre 1711:  Noble Dame de l'Ordre Impérial de la Croix étoilée, par ordonnance d'Éléonore de Neubourg, impératrice du Saint-Empire.

## Descendance
| Nom                                          | Portrait | Naissance       | Décès            | Notes                                                     |
| -------------------------------------------- | -------- | --------------- | ---------------- | --------------------------------------------------------- |
| Maximilienne                                 |          | 1723            | 1723             | Morte au berceau                                          |
| Marie-Antoinette Électrice de Saxe           |          | 18 juillet 1724 | 23 avril 1780    | Épouse en 1747 Frédéric IV de Saxe, postérité             |
| Thérèse-Bénédicte                            |          | 6 décembre 1725 | 29 mars 1743     |                                                           |
| Maximilien III Joseph Électeur de Bavière    |          | 28 mars 1727    | 30 décembre 1777 | Épouse en 1747 Marie-Anne de Saxe, sans postérité         |
| Joseph-Louis-Léopold                         |          | 25 août 1728    | 2 décembre 1733  | Mort dans son enfance                                     |
| Marie-Anne-Josèphe Margravine de Baden-Baden |          | 7 août 1734     | 7 mai 1776       | Épouse en 1755 Louis-Georges de Bade-Bade, sans postérité |
| Josépha Impératrice du Saint-Empire          |          | 30 mars 1739    | 28 mai 1767      | Épouse en 1765 Joseph II du Saint-Empire, sans postérité  |